# William Lounsbery
William Lounsbery (* 25. Dezember 1831 in Stone Ridge, New York; † 8. November 1905 in Kingston, New York) war ein US-amerikanischer Jurist und Politiker. Zwischen 1879 und 1881 vertrat er den Bundesstaat New York im US-Repräsentantenhaus.

## Werdegang
William Lounsbery graduierte 1851 am Rutgers College im New Brunswick (New Jersey). Er besuchte die rechtswissenschaftliche Fakultät der New York University in Albany. Seine Zulassung als Anwalt erhielt er 1853 und begann dann zu praktizieren. Während des Bürgerkrieges diente er im 20. Regiment der Nationalgarde von New York, wo er in seiner dreimonatigen Dienstzeit den Dienstgrad eines First Lieutenants bekleidete. Er saß 1868 in der New York State Assembly. Zwischen 1878 und 1880 war er Bürgermeister in Kingston. Politisch gehörte er der Demokratischen Partei an. Bei den Kongresswahlen des Jahres 1878 für den 46. Kongress wurde er im 15. Wahlbezirk von New York in das US-Repräsentantenhaus in Washington, D.C. gewählt, wo er am 4. März 1879 die Nachfolge von Stephen L. Mayham antrat. Er schied nach dem 3. März 1881 aus dem Kongress aus. Am 8. November 1905 starb er in Kingston und wurde auf dem Wiltwyck Rural Cemetery beigesetzt.